# Kläppen, Umeå kommun
Kläppen är en bebyggelse i Tegs distrikt (Umeå socken) i Umeå kommun, Västerbottens län (Västerbotten). Bebyggelsen omfattar bland annat Stöcksjö skola och ligger vid Europaväg 4, väster om Stöcksjön, nära tätorten Stöcksjö, cirka åtta kilometer åt sydväst från Umeå. 
Vid 2020 års småortsavgränsning klassade SCB här en småort, för att 2023 klassa den som en del av tätorten Svedjan.